# Gombergův dimer
Gombergův dimer je organická sloučenina se vzorcem Ph2C=C6H5-CPh3, kde Ph = C6H5. Jedná se o žlutou pevnou látku, na vzduchu za pokojové teploty stálou po několik hodin a rozpustnou v organických rozpouštědlech. Jedná se o dimer trifenylmethylového radikálu, který získal Moses Gomberg při pokusu o přípravu hexafenylethanu.
Rentgenovou krystalografií bylo zjištěno, že má tato sloučenina chinoidovou strukturu. Vratně rozštěpitelná vazba C-C má délku 159,7 pm.

## Příprava a reakce
Gombergův dimer lze kvantitativně připravit reakcí tritylbromidu s mědí nebo stříbrem v práškové podobě:
2 Ph3CBr + 2 Cu → Ph2C=C6H5-CPh3 + 2 CuBr
Gombergův dimer se v roztocích vratně rozkládá na trifenylmethylové radikály: